# Junko Hasumi
Junko Hasumi es una deportista japonesa que compitió en natación sincronizada. Ganó dos medallas de bronce en el Campeonato Mundial de Natación de 1973, en las pruebas solo y equipo.

## Palmarés internacional
| Campeonato Mundial | Campeonato Mundial    | Campeonato Mundial | Campeonato Mundial |
| Año                | Lugar                 | Medalla            | Prueba             |
| ------------------ | --------------------- | ------------------ | ------------------ |
| 1973               | Belgrado (Yugoslavia) | Medalla de bronce  | Solo               |
| 1973               | Belgrado (Yugoslavia) | Medalla de bronce  | Equipo             |